# Lukas Björklund
Lukas Björklund, né le 16 février 2004 à Ystad en Suède, est un footballeur suédois qui évolue au poste de milieu central à SønderjyskE.

## Biographie

### En club
Né à Ystad en Suède, Lukas Björklund commence le football avec le club local du Ystads IF avant d'être formé par le Malmö FF qu'il rejoint en 2018. Le 6 septembre 2020, il rejoint l'Italie afin de poursuivre sa formation à l'AC Milan.
Le 1er septembre 2022, Lukas Björklund rejoint le club danois de SønderjyskE. Il signe un contrat de trois ans, soit jusqu'en juin 2025.
Il joue son premier match en professionnel avec ce club, le 19 septembre 2022, à l'occasion d'une rencontre de championnat face au Vendsyssel FF. Il entre en jeu à la place de Emil Berggreen (en) et les deux équipes se neutralisent (2-2 score final).
Touché au genou, il est opéré en juin 2023 et son absence est estimée à de longs mois, qui le prive de compétition jusqu'à la fin de l'année,.

### En sélection
Lukas Björklund représente l'équipe de Suède des moins de 18 ans, jouant au total cinq matchs et marquant un but entre 2021 et 2022.
Pour son deuxième match avec les espoirs suédois il se fait remarquer en marquant son premier but, contre l'Irlande le 17 novembre 2024. Il ne peut toutefois pas empêcher la défaite de son équipe malgré son but (3-2 score final),.